# PlayStation Mobile
PlayStation Mobile (раніше PlayStation Suite) — програмний каркас для розробників, що дозволяє розробляти та розміщувати створені користувацькі програми на сертифіковані пристрої PlayStation. Підтримується Android 2.3 та вище, PlayStation Vita та інше обладнання, що підтримує систему. Програмне забезпечення була мультиплатформним та крос-апаратним. PlayStation Mobile базується на платформі Mono.
Відкрита бета-версія була випущена в квітні 2012 року, перш ніж вона офіційно запущена в більшості регіонів світу 3 жовтня 2012 року. У травні 2013 року Sony оголосив, що ліцензійна плата видавця мала бути знята у спробі залучити більше розробників створювати ігри для сервісу. PlayStation Mobile 2.00, випущена в 2014 році, була орієнтована лише на PlayStation Vita і PlayStation TV.
У 2015 році, було оголошено що PlayStation Mobile буде вимкнено. Послуга так і не набула популярності, незважаючи на наявність у рядах телефонів багатьох виробників. Вітрина магазину була закрита в липні 2015 року, а 10 вересня 2015 року послугу повністю припинили обслуговувати.

## Відеоігри
Ігри, випущені під PlayStation Mobile, доступні для пристроїв через PlayStation Store, що дозволяє гравцям завантажувати їх на свої пристрої. Ігри, випущені в рамках програми, можуть мати елементи керування DualShock, накладені на сенсорний екран, однак для пристроїв, які мають аналогові кнопки, такі як PlayStation Vita та Xperia Play, елементи керування діють безпосередньо на них. За бажанням розробники також можуть створювати ігри з сенсорним екраном.
На E3 2012 Sony оголосила, що PlayStation Mobile має 56 сторонніх розробники та видавці ігор, які зобов'язані надавати контент на платформі.
Всього на сервісі було доступно 683 ігри.

## Сертифікація PlayStation Mobile
Щоб переконатися, що пристрої Android правильно працювали зі вмістом PlayStation Mobile, Sony створила набір керівних принципів та вимог до апаратного забезпечення, відома як сертифікація PlayStation. Першим сертифікованим пристроєм був Xperia Play. PlayStation Vita і PlayStation TV також мають доступ до PlayStation Mobile. У оновленні за листопад 2011 року раніше випущені Sony Ericsson Xperia Arc і Sony Ericsson Xperia acro отримали сертифікацію PlayStation. Sony Xperia S, Sony Xperia ion та планшети Sony також сертифіковані PlayStation.
HTC була першою компанією з виробництва не-Sony, яка виявила бажання, запропонувати сертифіковані пристрої PlayStation. Мали підтримуватися телефони серії HTC One, зазначені моделі включають HTC One X, HTC One S, HTC One V, HTC ONE XL, HTC ONE X + та HTC EVO 4G LTE. На прес-конференції Sony, яка відбувалася у рамках Gamescom 2012 року було оголошену, що ігровий планшет WikiPad також буде сертифікований PlayStation і що ASUS також створить сертифіковане обладнання. На прес-конференції Sony на Tokyo Game Show 2012 року, Fujitsu та Sharp були оголошені як ще два партнери.
Повний список сертифікованих пристроїв PlayStation можна знайти на сторінці завантаження Playstation Mobile, але через закриття послуги його видалено.